# Duriatitan
Duriatitan is een geslacht van plantenetende sauropode dinosauriërs, behorend tot de groep van de Macronaria, dat tijdens het late Jura leefde in het gebied van het huidige Engeland. De enige benoemde soort is Duriatitan humerocristatus.
In 1874 benoemde John Whitaker Hulke een nieuwe soort van Cetiosaurus: Cetiosaurus humerocristatus voor een fossiel opperarmbeen dat jaar door R.I. Smith gevonden bij Sandsfoot nabij Weymouth in Dorset. De soortaanduiding betekent "met een opperarmbeen voorzien van een kam" in het Latijn, een verwijzing naar de opvallende deltopectorale kam op het bot. In 1889 werd de soort door Richard Lydekker ondergebracht bij Ornithopsis als een Ornithopsis humerocristatus en in 1897 door Émile-Henri Sauvage bij Pelorosaurus als een Pelorosaurus humerocristatus. Op het eind van de twintigste eeuw werd algemeen ingezien dat deze identificaties onjuist waren.
In 2010 benoemden Roger Benson, Paul Barrett en Paul Upchurch een apart geslacht voor de soort: Duriatitan. De geslachtsnaam is afgeleid van de Latijnse naam van Dorset, Duria, en het Griekse Titaan.

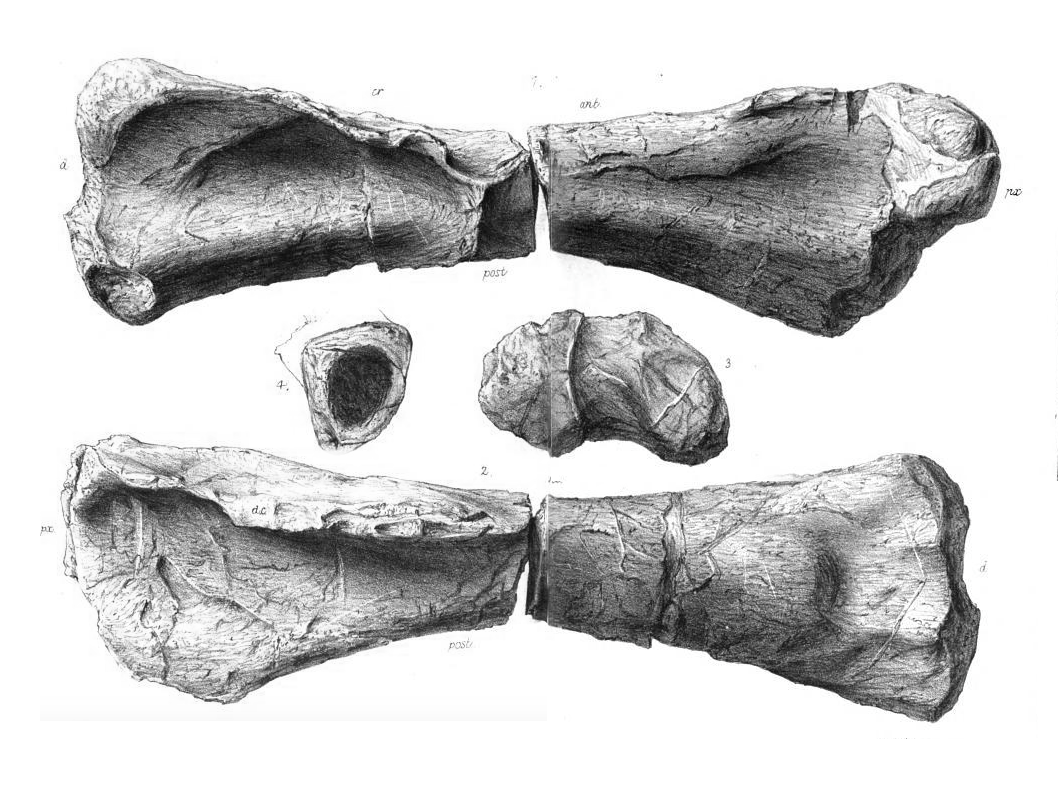
BMNH 44635

Het holotype, BMNH 44635, is gevonden in lagen van de Kimmeridge Clay die dateren uit het Kimmeridgien-Tithonien. Het bestaat uit de bovenkant en onderkant van een linkeropperarmbeen, het enige fossiel van de soort bekend. Van enige tanden, een teenkootje en een stuk rechterschaambeen (NHMUK 49165) die in de negentiende eeuw aan de soort zijn toegewezen, achtten de beschrijvers het verband met Duriatitan niet te bewijzen. Het opperarmbeen dat zonder het ontbrekende middenstuk 137 centimeter lang is, heeft een geschatte totale lengte van rond de 160 centimeter, die duidt op een lichaamslengte van zo'n achttien meter en een gewicht van twaalf ton. Een onderscheidend kenmerk is de lange en scherp uitstekende deltopectorale kam. Het hele opperarmbeen is vrij graciel gebouwd wat erop wijst dat de voorpoten langer waren dan de achterpoten. De bouw van het bot bracht Hulke ertoe de al bestaande hypothese te verdedigen dat sauropoden op het land leefden in plaats van in de zee, zoals toen meestal werd aangenomen.
Duriatitan is door de beperkte gegevens moeilijk te plaatsen. Volgens de beschrijvers is het een lid van de Titanosauriformes, een ruime klade die zowel de Brachiosauridae als de Titanosauria omvat; een hypothese van Darren Naish en David Martill uit 2007 dat het dier tot de Brachiosauridae zou behoren, kon door de beschrijvers niet met nieuwe kenmerken ondersteund worden.
In 2020 werd uit Spanje een opperarmbeen gemeld, specimen MDS VPCR, 214, dat geclassificeerd werd als een aff. Duriatitan, dus een vorm die verwantschap heeft met Duriatitan.